# Посольство Нової Зеландії в Польщі
Посольство Нової Зеландії у Варшаві — дипломатичне представництво Нової Зеландії у Польщі. Посольство знаходиться в місті Варшава, Польща, за адресою: проспект Уяздов, 51. Послом Нової Зеландії в Польщі та Україні у 2021-2024 роках була Алана Хадсон.  Станом на січень 2025 року дипломатичну установу очолює Тимчасовий повірений у справах Том Фіцсімонс.
Посли Нової Зеландії в Польщі також мають нерезидентську акредитацію (акредитацію за сумісництвом) у Естонії, Грузії, Латвії, Литві та Україні. 
На економічному напрямі роботи Посольству допомагає Агентство Нової Зеландії з розвитку торгівлі та підприємництва, зокрема його офіс у Берліні, Німеччина. 

## Історія
Дипломатичні відносини між Новою Зеландією та Польщею були встановлені у 1973 році. З 1973 по 2004 рр. Посол Нової Зеландії в Польщі, був нерезидентом (акредитовувався у Польщі за сумісництвом). З 1973 по 1975 рік цю посаду обіймав Посол Нової Зеландії у Західній Німеччині. З 1978 по 1992 рік цю посаду обіймав Посол Нової Зеландії в Австрії. З 1992 по 1990 рік посол у Західній Німеччині, знову мав подвійну акредитацію як посол у Польщі. У 1990 році Західна та Східна Німеччина об’єдналися, утворивши Федеративну Республіку Німеччина. Після цього Нову Зеландію у Польщі представляв Посол Нової Зеландії у ФРН. 
У 2005 році Нова Зеландія відкрила окреме Посольство у Варшаві.

## Відносини з Україною
9 грудня 2021 року Посол Нової Зеландії у Польщі та Україні за сумісництвом Алана Хадсон вручила вірчі грамоти Президенту України Володимиру Зеленському.
З початку повномасштабного російського вторгнення Посольство активно займалося роботою з допомоги України, а Посол Алана Хадсон та співробітники дипломатичної установи брали участь в заходах на підтримку України, зокрема щодо Української формули миру. 15 січня 2024 року Посол Алана Хадсон зустрілась з Керівником Офісу Президента України Андрієм Єрмаком в рамках четвертої зустрічі радників з питань національної безпеки та політичних радників щодо реалізації формули миру у Давосі, Швейцарія.

## Дивіться також
- Українсько-новозеландські відносини
- Категорія:Посли Нової Зеландії в Польщі

## Зовнішні посилання
- Офіційний сайт